# Helga, la louve de Stilberg
Helga, la louve de Stilberg és una pel·lícula de nazisploitation francès dirigit per Alain Payet (acreditat com Alain Garnier), estrenat el 1977.

## Sinopsi
A finals de la dècada de 1970, en una república bananera d'Amèrica del Sud inspirada en la dictadura nazi. El general Steiner, president titella, va prendre el poder i regna el terror amb l'ajuda dels seus còmplices, l'advenedut Gómez i la sàdica Helga. Per empresonar tots els opositors al règim dictatorial i els resistents, Steiner requisa una fortalesa medieval perduda enmig d'un bosc per convertir-la en un camp de detenció i l'anomena Stilberg. Promou l'Helga oferint-li el comandament d'aquesta presó on pot fer complir una disciplina de ferro.
Bisexual i nimfòmana, satisfà els seus desitjos sexuals dominant i despullant els seus captius. Recolzada pel seu amant, el capità Hugo Lombardi, i un sergent, no dubta a prostituir-les oferint-les a un pagès a canvi d'ampolles de vi donades als militars. És en aquest clima de perversió i crueltat que arriba a la fortalesa Lisbeth Vogel, la filla del líder dels resistents oposats al règim. L'Helga s'enamora d'ella però, amb un altre presoner, la Lisbeth aconsegueix escapar abans de ser atrapada, presa per espia i retornada per la força al camp de reeducació. Però la resistència es prepara per envair el castell...

## Repartiment
- Malisa Longo: Helga
- Patrizia Gori: Elisabeth Vogel
- Claude Janna: un presoner
- Dominique Aveline: Hugo Lombardi
- Jacques Marbeuf: docteur
- Jean Cherlian: un conseller
- Carmelo Petix: un conseller
- Olivier Mathot: general Gomez
- Françoise Maillot
- Catherine Leno (acreditada com Catherine Ruel)
- Pamela Stanford
- Richard Allan: John
- Alban Ceray: sergent
- Didier Faya
- Jean-Charles Maratier (acreditat com J. Ch. Maratier)
- Joëlle Le Quément (acredita tcom Joel Le Quement)
- Lucette Gill (acreditat com Lucette Gil)
- Régine Bertrand